# Kalkmagerrasen nordwestlich Lohne
Kalkmagerrasen nordwestlich Lohne este o arie protejată (arie specială de conservare — SAC, sit de importanță comunitară — SCI) din Germania întinsă pe o suprafață de 4,05 ha, integral pe uscat.

## Localizare
Centrul sitului Kalkmagerrasen nordwestlich Lohne este situat la coordonatele 51°11′47″N 9°13′29″E / 51.1964°N 9.2247°E.

## Înființare
Situl Kalkmagerrasen nordwestlich Lohne a fost declarat sit de importanță comunitară în noiembrie 2004 pentru a proteja 1 specie de animale. Situl a fost protejat și ca arie specială de conservare în martie 2008.

## Biodiversitate
Situată în ecoregiunea continentală, aria protejată conține 2 habitate naturale: Pajiști uscate seminaturale și facies de acoperire cu tufișuri pe substraturi calcaroase (Festuco-Brometalia) (* situri importante pentru orhidee), Păduri de fag Asperulo-Fagetum.
La baza desemnării sitului se află o specie protejată de  păsări: fâsă de pădure (Anthus trivialis).
Pe lângă speciile protejate, pe teritoriul sitului au mai fost identificate 9 specii de nevertebrate, 1 specie de reptile.